# Euxoa lyra
Euxoa lyra là một loài bướm đêm trong họ Noctuidae.